# Университет Дамаска
Университет Дамаска — университет в сирийской столице Дамаск.
Университет создан в 1923 году путём объединения медицинского и юридического вузов, основанных в 1903 и 1913 годах. До основания Университета Халеба в 1958 году носил название «Сирийский университет».
С 1946-го года до образования Объединённой Арабской Республики были созданы институты по новым специальностям: факультет естественных наук, факультет искусств, высший педагогический институт, инженерный факультет в Халебе, факультет шариата и институт бизнеса.
В 1959 году, когда Сирия была частью Объединенной Арабской Республики, Дамасский университет включал в себя, помимо предыдущих, филологический факультет, факультет бизнеса, стоматологический факультет, инженерный факультет. Дамасскому университету также было разрешено присуждать степени аспирантов. В период росло число студентов и профессорско-преподавательского состава университета; сотрудничество между университетами в двух регионах расширялось, и происходил активный обмен профессорами и студентами. Выход Сирии из Объединённой Арабской Республики не повлиял на университет. После революции 8 марта 1963 года президент Хафиз аль-Асад уделял особое внимание всем секторам высшего образования.
Дамасский университет состоит из нескольких факультетов, высших и средних учебных заведений, а также подготовительного медицинского курса:
- Факультет литературы и гуманитарных наук
- Факультет медиа
- Факультет экономики
- Факультет образования
- Факультет юриспруденции
- Факультет сельского хозяйства
- Факультет туризма
- Факультет шариата
- Факультет фармации
- Факультет медицины
- Факультет стоматологии
- Факультет естественных наук
- Факультет политических наук
- Факультет изобразительных искусств
- Факультет гражданского строительства
- Факультет информационных технологий
- Факультет архитектуры
- Факультет машиностроения и электротехники
- Факультет прикладных наук

## Известные выпускники
- Башар Асад — 16-й президент Сирии
- Ахмат Куджба — кардиохирург, первым осуществивший на Ближнем Востоке пересадку сердца
- Абдельсалам аль-Маджали — премьер-министр Иордании
- Мудар Бадран — премьер-министр Иордании
- Владимир Чуков — болгарский арабист
- Нуреддин аль-Атасси — сирийский государственный деятель
- Лена Шамамян — сирийская певица

## Известные преподаватели
- Ибрахим Хашим — премьер-министр Иордании